# سميع أسلم
سميع أسلم (12 ديسمبر 1995 بلاهور في باكستان - ) هو لاعب كريكت باكستاني. شارك مع منتخب باكستان للكريكت. أما مع النوادي، فقد لعب مع Lahore Eagles ‏ وNational Bank of Pakistan cricket team ‏.

## وصلات خارجية
- سميع أسلم على موقع إي آس بي آن كريك إنفو (الإنجليزية)